# Gestalt-thérapie
Pour la théorie psychologique, voir Psychologie de la forme.
La Gestalt-thérapie, parfois appelée Gestalt, est à la fois un corpus de concepts et un ensemble de pratiques visant un changement personnel, psychosocial et organisationnel.
Cette approche thérapeutique est centrée sur l’interaction constante de l’être humain avec son environnement. Elle s’intéresse à la manière dont cette interaction prend forme et tente de mettre du mouvement lorsque cette forme est figée et répétitive. En effet, le terme allemand « Gestalt » se traduit par « forme », au sens de « prendre forme », « s’organiser », « se construire ».
Le corpus de concepts s’organise autour de la notion de contact vue comme un processus. La personne en tant qu’organisme est en contact avec l’environnement et aucun organisme ne subsiste sans échange avec l’environnement. La théorie de la Gestalt-thérapie permet de modéliser ce processus en s’appuyant sur une philosophie phénoménologique et pragmatique.
Cette vision des interactions et l’intégration des concepts s’actualisent dans un ensemble de pratiques d’accompagnement des personnes, des groupes et des organisations. L’accent est mis sur l’expérience subjective et la prise en compte de ce qui se passe dans la situation présente.
Le mouvement Gestalt ne bénéficie d'aucune reconnaissance légale ni scientifique et a été plusieurs fois signalé pour ses pratiques et dérives sectaires.

## Historique
La Gestalt-thérapie est élaborée par Fritz Perls, psychiatre et psychothérapeute, et son épouse Laura Perls, docteur en psychologie. Redoutant des persécutions antisémites, ils émigrent en 1933 depuis l’Allemagne vers les Pays-Bas, puis l’Afrique du Sud où ils écrivent en 1942 leur premier ouvrage Le moi, la faim, l’agressivité dans lequel ils proposent une révision de la théorie freudienne en soulignant la nécessité d'une saine agressivité. Psychanalyste réputé, Fritz entame en effet avec cet ouvrage une rupture avec le courant psychanalytique. La Gestalt-thérapie prend forme à l'arrivée du couple aux États-Unis, par la rencontre avec l’écrivain Paul Goodman et un cercle de penseurs, dont Paul Weisz et Isadore From. Ils construisent ensemble une théorie et la méthode qui en découle. L'ouvrage fondateur, intitulé Gestalt-thérapie, nouveauté, excitation et développement, paraît en 1951, coécrit par Perls, Hefferline et Goodman. Le premier institut de Gestalt-thérapie est fondé en 1952 à New York avec Laura Perls et Paul Goodman. De son côté, Fritz Perls gagne la Californie où il devient une célébrité médiatique. Depuis, la Gestalt-thérapie s’est développée aux États-Unis au sein du courant de psychologie humaniste-existentielle. Elle arrive en Europe dans les années soixante-dix avec le mouvement du potentiel humain qui valorise les théories psycho-corporelles et émotionnelles.

## Sources
La Gestalt-thérapie puise à différentes sources  :
- la psychanalyse, que Fritz Perls a pratiquée avant de s'en éloigner. Elle s'inspire également de Sandor Ferenczi (1873-1933) par sa technique active, d'Otto Rank (1884-1939) centré sur le présent plutôt que sur le passé, de Wilhem Reich (1897-1957) valorisant le corps et l'influence de la société et de Karen Horney (1885-1952) sensible à la dimension culturelle ;
- la Gestalt-psychologie ou Psychologie de la forme, qui naît en Allemagne au début du 20e siècle et rassemble des chercheurs à la charnière entre la philosophie et la psychologie. Le philosophe Franz Brentano (1838-1917) en est le précurseur, ouvrant la voie à la phénoménologie de la perception. S’appuyant sur des expériences concrètes, son élève Christian Von Ehrenfels (1859-1932) énonce une loi fondatrice de sa théorie : « Le tout est supérieur à la somme des parties ». Ce principe est à l’origine de la démarche holistique de la Gestalt-thérapie. Dans le prolongement de ce courant, Kurt Lewin (1890-1947) émigré aux États-Unis, élargit ce principe à la dynamique de groupe et conceptualise la perspective de champ qui influence fortement la Gestalt-thérapie ;
- la psychologie humaniste[7], mouvement influent aux États-Unis à partir des années cinquante qui propose une troisième voie entre le béhaviorisme (comportementalisme) et la psychanalyse classique. Ce courant porté par Gordon Allport (1897-1957), Carl Rogers (1902-1987), Abraham Maslow (1908-1970), Jacob Moreno (1889-1974), etc., met au centre de son investigation les trois éléments suivants (Santarpia, 2016, p. 2) :  
  - l’autoconscience dans son attitude naturelle à l’autorégulation et au développement,
  - le ressenti émotionnel et la capacité créative de donner un sens aux expériences dans toute leur complexité, incluant les forces irrationnelles (le négatif),
  - la spiritualité et les expériences de conscience modifiée.

Nous pouvons ajouter à ces thématiques : les valeurs, la liberté, la responsabilité de l’humain, la narration de l’expérience sensorielle directe, la recherche du positif et de la beauté esthétique dans la vie et l’art.
La Gestalt-thérapie, dans son intérêt pour l'expérience subjective, s'inspire de grands courants philosophiques qui marquent le début du 20e siècle : 
- le pragmatisme américain, philosophie qui se centre davantage sur les effets des phénomènes que sur leurs causes et s’intéresse à la dimension sociale et éducative. William James (1842-1910), Georges Mead (1863-1931) et John Dewey (1859-1952) sont les auteurs les plus souvent cités ;
- la phénoménologie, mouvement philosophique né en Allemagne au tournant du XXe siècle dans les Recherches Logiques de Husserl. Cette méthode de réflexion invite à suspendre (épochè) tout jugement de réalité pour accueillir l’apparaître des phénomènes qui se présentent à la conscience et décrire leur signification. Les principaux auteurs articulent leur pensée autour de cette base et développent les concepts de conscience (Brentano 1838-1917, qui fut le professeur de Husserl), d’intentionnalité (Husserl 1859-1938), de question de l’être et de Dasein (Heidegger 1889-1976), de corporéité (Merleau-Ponty 1908-1961) ;
- l’existentialisme, qui ouvre un questionnement sur le statut ontologique de l’homme et sur le sens de l’existence : face aux données incontournables telles la finitude, la solitude et l’incomplétude, quelle marge de responsabilité et de liberté revient à l'individu ? Les travaux des philosophes tels Sartre (1905-1980), Buber (1878-1965) nourrissent ces idées. Dans ce courant, le psychanalyste Binswanger (1881-1966) crée la Dasein-analyse traduite en français par Analyste existentielle[8] ;
- les sagesses orientales ont influencé Perls et ses collaborateurs. Ceux-ci ont emprunté au Zen et au Taoïsme une posture de lâcher prise et de présence dans l’ici et maintenant.

## Concepts fondamentaux
La gestalt-thérapie, connue dans le public comme une méthodologie d’intervention clinique, a élaboré des concepts qui ont été posés de façon inaugurale dans un livre princeps en 1951 : Gestalt-thérapie, nouveauté, excitation et développement .
Cette perspective met l’accent sur la manière singulière de chacun d’être au monde et de contacter ce monde, ouvrant la possibilité d’ajustements réciproques à la frontière-contact. La gestalt-thérapie introduit le concept de « champ organisme-environnement » pour décrire ce qui émerge dans la situation thérapeutique et le concept de « self » pour décrire ce qui se passe à la frontière contact.
Voici la description de ces notions spécifiant comment elles apparaissent dans la pratique : en effet, elles fournissent à la fois une grille de lecture des phénomènes et des orientations dans le travail thérapeutique.

### Champ organisme/environnement
La théorie du champ proposée par Kurt Lewin affirme l’impossibilité de décrire un comportement humain indépendamment de son milieu. En Gestalt-thérapie, le principe d’indissociabilité du champ organisme/environnement est fondateur : « A tout moment, tout homme fait partie d'un champ, et son comportement est toujours la résultante d'un champ global incluant lui-même et ce qui l'entoure » . Le champ n’existe pas d’une manière permanente en tant qu’entité, mais serait une potentialité qui s’actualise en prenant une forme spécifique. Il se modifie d’instant en instant en lien avec l’évolution des éléments qui composent la situation.
En ce qui concerne la dyade patient-thérapeute, le modèle classique du soin considère que chacun arrive avec son individualité en tant que sujet constitué, porteur d’une identité. Dans l’optique du champ, l’accent est mis sur ce qui se déroule dans l’interaction entre les deux acteurs, sans présupposé. « La perspective de champ nous invite à sortir du dualisme en considérant l'ensemble d'une situation dont les différents éléments s'assemblent pour co-exister ». Cette nouveauté rend possible la transformation de ce qui était déjà constitué, stabilisé. C’est la rencontre qui permet l’émergence du sujet.

### Contact
Les théories contemporaines du développement donnent de l’importance aux relations précoces de l’enfant avec son entourage,. Selon les fondements de la Gestalt-thérapie, tout au long de la vie, ces interactions prennent la forme de séquences de contact entre l’être humain et son environnement animé et inanimé.
Les échanges de l'organisme avec le milieu dans lequel il évolue sont nécessaires à vie et à la croissance. C’est dans ce sens que les fondateurs de la Gestalt-thérapie parlent du contact comme « expérience première » car du fait d’exister, nul ne peut se soustraire au fait de contacter. « Nous parlons de l’organisme contactant l’environnement, mais c’est le contact qui est la réalité première la plus simple » .
Considérer le contact comme un processus continu d’échange, dans un aller et retour simultané de transformations réciproques est le propre de la Gestalt-thérapie. Dans cette perspective organismique, la situation est prise en compte dans la globalité des échanges que ce soit physiologique, sensoriel, émotionnel, et cognitif.

### Frontière-contact
« La psychologie consiste à observer ce qui se passe à la frontière-contact entre l'individu et l'environnement : c'est là, à la limite entre les deux, que les événements psychologiques ont lieu. Nos pensées, nos actions, nos comportements, nos émotions sont différentes manières de vivre ces événements qui se passent en lisière, au point de contact. » Cette frontière-contact désigne à la fois ce qui sépare et ce qui relie. C’est l’interface avec le monde qui nous constitue et nous transforme en permanence créant ainsi un « entre » habité de nos présences. Contrairement au sens habituel de la frontière qui contient, délimite et protège, la frontière-contact n’est pas une surface, elle est délocalisée, vibrante et fluctuante tels un trait d’union, un soupir, une virgule, le silence entre deux notes… 
Le gestalt-thérapeute s’intéresse à l’expérience à la frontière-contact. Il se centre sur l’entre-deux, connecté à la fois à l’autre et à lui-même. Cette expérience se déroule dans un mouvement continu, dans l’instant présent, intégrant ce qui fut et ce qui sera.

### Ajustement créateur
Tout contact confronte à la nouveauté d’un champ en perpétuel changement. Face à ce déséquilibre, l’organisme se mobilise dans un ajustement constant pour répondre aux sollicitations du milieu. « Les auteurs de Gestalt-thérapie distinguent l'ajustement conservateur nécessaire à la survie [...] de l'ajustement créateur qui permet la croissance [...] ». Quand le fonctionnement habituel et automatique de l’ajustement conservateur ne suffit pas, l’ajustement créateur entre en jeu pour s’adapter de façon créatrice. La survenue de l’anxiété produite par la nouveauté sollicite le self (défini ci-dessous) qui met en œuvre toutes les ressources de l’organisme.
La situation thérapeutique crée de la surprise et de l’insécurité. Une tendance serait de retrouver et répéter ses réponses automatiques (souvent nommées en termes de transfert) plutôt que de créer de nouveaux modes relationnels. Au lieu de se centrer sur la reproduction des comportements usuels, le Gestalt-thérapeute met l’accent sur les possibilités d’invention offertes par cette situation spécifique.

### Le self
« Appelons self le système de contact à tous les instants. En tant que tel, le self varie avec souplesse. Ses variations suivent les besoins organiques dominants et la pression des stimuli de l’environnement » . Ainsi le self est défini en Gestalt-thérapie comme l’ensemble des ajustements à la frontière-contact. Il s’active dans les situations de haute intensité qui nécessitent d’introduire du mouvement quand les schèmes de contact sont récurrents ou figés. Dans cette perspective, le self ne se rapporte pas à l’individu, il ne s’agit pas d’une structure fixe de l’organisme ou d’une instance psychique, mais d’un processus interactionnel dans le champ.
Le self gestaltiste s’actualise simultanément selon différents aspects :
- l’aspect structurel (les fonctions du self : ça, personnalité, moi, et le mode moyen) ;
- l’aspect processuel (pré-contact, mise en contact, plein contact, et post-contact).

### Aspect structurel du self
- La fonction ça concerne la pulsation de vie (besoins /désirs) et sa mise en forme sensorielle et émotionnelle qui s’éprouve dans le corps. Ces fonctions vitales et animales s’activent en réaction spontanée aux modifications de l’état physiologique ou environnemental.
- La fonction personnalité englobe les représentations de soi et du monde qui sont la résultante des expériences passées, de l’héritage socio-culturel et trans-générationnel. L’assimilation des expériences successives se traduit dans une configuration stable qui donne le sentiment de permanence, de continuité et d’identité personnelle.
- La fonction moi se traduit dans un comportement prenant en compte les informations venues des modes ça et personnalité. Il s’exerce en opérant des choix et des orientations en fonction des possibilités offertes par la situation. Il rejette certaines options et en retient d’autres en vue d’un équilibre entre acceptation et création, entre stabilité et nouveauté, entre sécurité et audace.
- le mode moyen : selon P.H.G : « le self est spontané, de mode moyen [...] et engagé dans la situation ». Le mode moyen est celui du lâcher prise nécessaire au plein contact.

### Aspect processuel du self: la séquence de contact
Le self se déploie selon une temporalité marquée par la succession de quatre phases qui décrivent le processus séquentiel des modalités de contact. Celles-ci peuvent être mises en évidence dans la relation thérapeutique.

#### Le pré-contact
C’est la phase de l’émergence du besoin. En Gestalt-thérapie, le besoin englobe tout ce qui met en mouvement : appétit, curiosité, pulsion, désir. Ce besoin peut se relier à la nécessité de résoudre une situation antérieure inachevée. Dans le pré-contact s’exprime un déséquilibre qui se traduit par une tension. L’organisme est poussé vers quelque chose sans avoir conscientisé l’origine, la nature et l’objet du besoin. Le mode ça est alors prépondérant.
À ce stade, le thérapeute est attentif à l‘ambiance, au climat relationnel, aux micro-signes corporels, de même qu’à son propre éprouvé et à tout ce qui émerge dans la situation. Il invite le patient à observer ce qu’il ressent de façon confuse et non encore identifiable.

#### La mise en contact
L’objet du besoin/désir, une fois identifié fait monter l’excitation nécessaire à l’orientation. L’environnement peut fournir les ressources utiles à la mise en œuvre de l’action permettant de réduire la tension. Le mode moi est fortement mobilisé dans ce contact. L’émotion témoigne de la clarification du besoin et de la conscientisation de l’objet recherché, inaugurant ainsi un mouvement vers l’autre.
Dans cette optique, le thérapeute soutient la conscience réflexive, l’élucidation des intentions et le processus de différenciation.

#### Le plein contact (ou contact final)
D’un point de vue phénoménologique, le plein contact offre une expérience de lâcher-prise et d’accomplissement. La tension se libère du fait de la rencontre avec l’objet choisi. Toutes les fonctions, sensori-motrices et cognitives, s’organisent en un tout signifiant. Comme pour le peintre qui met la dernière touche à son tableau, c’est le moment de l’aboutissement de l’acte créateur.
Pour intégrer cette expérience, le thérapeute invite le sujet à ralentir, à sentir et mettre en conscience l’éprouvé de cette nouvelle configuration, quelle que soit sa tonalité émotionnelle.

#### Le post-contact
Cette phase permet l’assimilation de l’expérience. L’organisme prend le temps de digérer l’événement pour l’intégrer à sa propre histoire, ce qui contribue à l’harmonie de la fonction personnalité avec les autres modalités du self. C’est le moment de conclure et de se retirer.
De son côté, le thérapeute accompagne ce retrait pour permettre « le vide fertile » qui précède la naissance d’une nouvelle séquence de contact.

#### Rapport figure/fond
La sélection d’une figure sur un fond traduit la manière particulière de chacun d’être au monde à un moment donné. Lorsque dans le champ organisme/environnement, un élément attire l’attention, il devient figure. Les autres éléments passent en arrière-plan. En quelque sorte, le champ se polarise dans un rapport figure/fond grâce à l’activation du self : « Le self est la frontière-contact à l’œuvre ; son activité consiste à former figures et fonds ».
En amont de la séquence, figure et fond ne se différencient pas : rien ne se distingue, rien n’est perceptible. Lors du pré-contact, une figure émerge dès que l’excitation monte à partir d’un besoin/désir. Si l’intérêt est insuffisant ou si l’excès d’excitation génère de l’anxiété, la figure ne prend pas forme. Au moment de la mise en contact, la figure se clarifie et s’enrichit d’éléments de l’environnement susceptibles de répondre aux attentes ; ce qui la rend de plus en plus prégnante et attirante. Dans certains cas, le processus peut être freiné ou interrompu. Au terme de la séquence, dans le contact final, la figure occupe totalement le champ de conscience au détriment du fond. Dans ce moment de symbiose, le rapport figure/fond se relâche. Lors du post-contact, cette figure se dissout dans le fond pour permettre l’émergence d’une nouvelle forme. Tout au long de son déroulé, le processus de contact peut être infléchi ou interrompu.

### Modalités du contact
Au cours du processus de contact différentes formes sont identifiées : 
- la confluence est l’absence de frontière claire entre l’organisme et l’environnement ne permettant à une figure d’émerger ;
- l’introjection consiste à adopter des idées ou des principes de l’extérieur sans remise en cause ;
- la projection conduit à attribuer à l’environnement externe ce qui appartient au sujet ;
- la rétroflexion consiste à retenir ou retourner contre soi l’énergie qui pourrait se déployer dans le contact ;
- la déflexion détourne l’attention pour atténuer ou éviter le plein contact ;
- l’égotisme amène à contrôler le processus pour ne pas disparaître dans le plein contact.

## Méthode et postures
La Gestalt-thérapie propose une méthodologie qui met au centre de sa pratique l’expérience vécue dans le contact entre l’organisme et l’environnement, soit entre soi et le monde, entre soi et autrui. « Elle prend en compte l'expérience avec la prise de conscience des processus corporels, de même qu'elle s'occupe de la manière particulière de chacun de se représenter le monde et de lui donner sens. » (Sylvie Schoch de Neuforn, in Le Grand Livre de la Gestalt, 2012). Ainsi le Gestalt-thérapeute se centre sur le processus plus que sur le contenu, c’est-à-dire le « comment » plutôt que sur le « pourquoi ».

### Le processus
Le processus peut être vu comme une transformation continue d'un système d'éléments interdépendants.
Il résulte de la coprésence des multiples événements qui font que chaque instant est unique et que tout moment vécu bascule vers l'instant d'après, vers le moment suivant, en un flux continu.
La focalisation sur le processus plutôt que sur le contenu signifie que l'attention se porte à tout moment sur ce qui est en train d'avoir lieu et sur les changements éprouvés et observés. C'est ce que le philosophe William James nommait « le courant de conscience ».
Le processus expérientiel est la transformation du vécu instant après instant. Il apparaît en séance comme le tissage entre deux registres : le registre cognitif, mental d’une part et d’autre part le registre de l’éprouvé, du ressenti, accessible par l’ « awareness » : 
- si on ne reste que sur le versant de la pensée, des croyances, des généralités, on ne parlera pas de processus expérientiel. On parlera juste de la façon dont on se représente la réalité, sans entrer dans de la nouveauté ;
- si on reste sur le versant corporel, du registre des sensations et des émotions, on risque de s’enliser dans les sens sans pouvoir y mettre du sens ;
- ainsi, le gestalt-thérapeute se centre sur le processus, plus que sur le contenu, c’est-à-dire le « comment » plutôt que le « pourquoi »[22].

### La posture de champ
Ce qui fonde la posture de champ est avant tout une certaine conception du monde, de l'espace et du temps : le sujet n'est plus regardé comme une entité différenciée de son environnement, assimilable à une structure principalement constituée d'expériences personnelles et passées, mais Il fait partie intrinsèquement et à tout moment de cet environnement, de son contexte et de tous les éléments qui peuvent l'influencer, ici et maintenant. Il se redéfinit continuellement, dans cet ensemble, instant après instant et modifie l’environnement autant qu’il est modifié. Ce changement de paradigme fait basculer la perspective intrapsychique vers une perspective « de champ ».
L'expérience du monde, le sens et l'occasion de la transformation se trouvent dans la situation présente, dans la rencontre patient/thérapeute, unique, nouvelle et non reproductible. Le point de départ est donc cette situation de rencontre et le choix méthodologique consiste à regarder ce que l’interaction va permettre de créer. La focalisation n'est pas centrée sur la personne mais sur la manière dont l’expérience se déroule. L'accent est mis sur la nouveauté partagée et co-construite à partir du ça de la situation, entre le thérapeute et le patient, dans l'ici et maintenant de la séance.
Le thérapeute n'est pas un expert qui délivre son savoir à son patient. Il invite celui-ci à « déplier », c'est-à-dire à regarder ce qui constitue le champ, ce qui est présent, là, dans les « plis ». Il s’agit d’ouvrir ces plis et c’est cette ouverture qui permet l’émergence de nouveaux éléments à la conscience.
Différentes orientations ou styles se distinguent chez les Gestalt thérapeutes. Ces styles ne s'excluent pas l'un l'autre et bien souvent se complètent et s'enrichissent dans la pratique.
L’expérimentation : Afin de favoriser des expériences nouvelles et permettre au patient d’utiliser son potentiel créateur, le Gestalt-thérapeute peut proposer des expérimentations (jeux, exercices, support d'expression, psychodrame, monodrame, chaise vide). Le cadre des groupes de thérapie est particulièrement propice à ces expérimentations. Dans une situation sécuritaire de haute intensité, l'assimilation de la nouvelle expérience est possible. Cette orientation qui se situe dans l'héritage de Fritz Perls est privilégiée en France dans la pratique d’Anne et Serge Ginger
L'expérience corporelle : Pour éveiller ou développer la conscience corporelle, l’attention se porte sur les sensations et mouvements du corps qui émergent au cours de la rencontre thérapeutique. L'idée est d'observer, de souligner et éventuellement d'amplifier les sensations, les manifestations corporelles et leurs fluctuations pour les conscientiser (kinesthésie) et leur donner du sens. Cette mouvance, représentée, entre autres, par la Gestalt-thérapeute américaine Ruella Frank, s'intéresse aux mouvements interactifs liés à la coprésence du thérapeute et du patient 
La dimension existentielle : le Gestalt thérapeute accorde une importance particulière aux angoisses existentielles incontournables et inhérentes à la condition humaine, suscitées par la confrontation de l'homme à sa finitude, sa responsabilité, son incomplétude, sa solitude et le sens de son existence. Le cheminement thérapeutique ne vise pas à éviter l'angoisse mais à la traverser, le moment de crise étant considéré comme mobilisateur de changement. En Europe, cette orientation est portée par Noël Salathé et trouve des affinités dans la pensée développée par le psychothérapeute existentiel américain Irvin Yalom.
La psychothérapie gestaltiste des relations d'objet (PGRO) : Le scénario « reproduction, reconnaissance, réparation » invite à envisager le déroulement de l’expérience présente comme essentiellement empreinte de ou des expériences passées ; ainsi, le patient est considéré comme venant projeter à la surface de la rencontre avec le thérapeute les résidus de ses expériences relationnelles encore en souffrance ou non résolues. À travers le « dialogue herméneutique », le Gestalt thérapeute et le patient vont explorer cette histoire, faisant des liens entre le passé et le présent, attentif à la reproduction des scénarios obsolètes dans l'actualité de la relation thérapeutique et de la vie ; ceci afin de dénouer ce qui est pathologique et le transformer.
Dans une démarche intégrative, cette perspective utilise différents apports psychanalytiques (enjeux développementaux, relations d'objet, théorie de l'attachement), et s'intéresse aux neurosciences. Elle est développée par Gilles Delisle au Québec, fondateur de la PGRO.
La posture Psynodique ou non-finaliste : Ce terme a été forgé en 2016 par Frédéric Brissaud à partir des racines grecques psychè –l’esprit ou l’âme–, syn –avec ou ensemble– et odos –le chemin– : qui chemine avec l’esprit. Avoir une attitude Psynodique, c'est, du point du vue du thérapeute : « renoncer à fixer une finalité à l’accompagnement et mettre au centre de ses préoccupations le respect de la singularité de la personne et le respect de l’imprévisibilité de son avenir et de son développement. » Cette posture peut se retrouver en Gestalt-thérapie, et aussi dans d’autres approches comme l’Approche Centrée sur la Personne de Carl Rogers, la méditation, la psychanalyse.
En Gestalt-thérapie, cette posture s'incarne dans une pratique dans laquelle l'accompagnement de la transformation s'opère par la relation. C'est un cheminement « d'âme à âme » dont on ne connaît pas l'issue, on ne présume pas de la trajectoire. Le paradigme est que le processus de vie conduit à une transformation positive et que le levier de l'accompagnement est la relation. « Cette forme d’accompagnement, centrée sur la rencontre et la relation humaine, a de profonds effets de mutation psychique qui transforment la personne dans son rapport à elle-même, aux autres et au monde. » 

## Applications
La gestalt-thérapie se décline selon différentes modalités. Dans la pratique clinique, elle s’exerce en thérapie individuelle (appelée aussi thérapie duelle), thérapie de couple, thérapie familiale et thérapie de groupe et concerne différents publics : enfants, adolescents, adultes. Elle répond à des problématiques très variées : troubles anxieux, dépression, trouble du comportement alimentaire, deuil, maladie, crise existentielle, estime de soi, burnout, difficultés familiales et de couple, etc.
Les groupes de thérapie sont classiquement proposés à une fréquence régulière, avec ou sans spécificité. Le développement personnel se pratique sous forme de stages ponctuels, avec ou sans thème. La Gestalt-thérapie peut s’associer à d’autres approches : clown, danse, arts plastiques, musique, théâtre, travail sur la voix, yoga, méditation, etc.
La Gestalt se développe également dans les organisations : coaching, conseil, régulation, analyse de la pratique, supervision d’équipe. La gestalt-thérapie s’applique dans les domaines de la supervision et de la formation.

## Organisation de la profession
Le cursus de formation dure au minimum 5 ans (autour de 1 000 heures). Cette formation longue - hors psychothérapie personnelle d’un minimum de 3 ans exigée - permet l’intégration des fondements de la Gestalt-thérapie, autant sur un plan théorique qu’expérientiel et vise à articuler pratique clinique et théorie. Parallèlement, l’étudiant doit valider une formation en psychopathologie et s’engager à suivre une supervision permanente. Par ce long processus vécu en groupe, le Gestalt-thérapeute découvre, explore et assimile les modalités d’être en relation. Il acquiert un savoir, à la fois savoir-faire et savoir-être, compétence qu’il ne cesse de développer par une formation continue. Cette formation est donnée et validée par des Instituts de formation de Gestalt-thérapie.
Depuis le milieu des années 1960, les professionnels conscients de la nécessité de structurer le champ de la psychothérapie et de pouvoir dialoguer avec les pouvoirs publics, ont créé des structures d’autoréglementation : des syndicats professionnels (PSY’G, SNPPsy, FF2P, AFFOP…) et des sociétés savantes (FPGT, SFG et CEG-t pour la gestalt-thérapie en France). Ces structures s’accordent sur 5 critères de validation : thérapie personnelle, formation longue à une méthode spécifique, supervision continue, adhésion au code de déontologie, reconnaissance par les pairs.
La Gestalt-thérapie est pratiquée sur tous les continents. Dans certains pays elle est enseignée à l’Université. En Europe, l’Association Européenne de Gestalt-Thérapie (EAGT) rassemble et crédite les gestalt-thérapeutes.
En France le diplôme de Gestalt-thérapie n'est pas reconnu et ne donne donc aucun titre de psychothérapeute.
Trois associations, la Fédération des Professionnels de la Gestalt-thérapie (FPGT), la Société Française de Gestalt-thérapie (SFG) et le Collège Européen de Gestalt-thérapie (CEGt) contribuent à dynamiser cette approche et éditent trois revues professionnelles (citées ci-après).

## Critiques et dérives sectaires
- Dans un rapport de 2007, la Miviludes mentionne des dérives psycho-thérapeutiques dans des cas de faux souvenirs induits. Le rapport mentionne une étude décrivant les praticiens concernés comme étant composés de dix pour cent de médecins (psychiatres et homéopathes), dix pour cent de psychologues, seize pour cent de kinésithérapeutes et soixante-quatre pour cent d’origines diverses. La gestalt-thérapie est alors citée une fois parmi 10 autres méthodes listées[34].
- En 2012, le journal l’Est républicain relate un échange entre la Miviludes et un médecin dont l’ex-épouse a fréquenté un « cabinet » de formation en gestalt-thérapie imposant une charge financière importante. Selon ce journal dans un courrier, la Miviludes alerte sur les organismes de formations opaques avec des exigences financières importantes et indique que le risque sectaire d’une pratique advient quand « elle essaie de faire adhérer le patient à une croyance, à un nouveau mode de pensée »[35].
- En novembre 2012, lors de son audition au Sénat, le député Bernard Accoyer présente un document vantant la gestalt-therapie où il était expliqué que les relations sexuelles avec des patients n'étaient pas illégitimes[36].
- En décembre 2012, Paris Match relate des témoignages de patients mécontents dont un qui déclare être victime d’orientation abusive vers la gestalt-thérapie par un psychiatre pris dans des conflits d’intérêts[37].
- En avril 2013, un rapport du Sénat, à propos des Dérives thérapeutiques et dérives sectaires, dénonce le fait que certains journaux de psychologie ont pu recommander des formations en s’appuyant uniquement sur le fait qu’elles avaient « pignon sur rue », et cela à titre d’exemple pour la naturopathie comme pour la gestalt-thérapie[38].
- En 2014, le parquet de Versailles ouvre une information judiciaire pour usage de faux titres concernant une « psychothérapeute autoproclamée se réclamant de la Gestalt-thérapie »[39].
- En 2018, dans son guide Santé et dérives sectaires, la Miviludes souligne les « risques inhérents » à 32 techniques placées en annexe dans lesquelles figure la gestalt-thérapie. La Mivilude indique que ces techniques n’ont pas été validées scientifiquement et qu’elles peuvent conduire à des dérives. D’autre part, elles peuvent permettre à leurs « concepteurs d’obtenir des revenus très confortables »[40].
- En mars 2025, la justice espagnole déclare que la Gestalt-thérapie est une pseudoscience aux pratiques sectaires. Ce jugement fait suite au rapport de 2022 de l'Institut Salud Sin Bulos avec le chercheur Luis Santamaría, le journaliste Ricardo Mariscal et le psychologue Carlos Sanz, dans lequel il est soutenu que la thérapie Gestalt est non seulement inefficace et financièrement comme psychologiquement nuisible pour ceux qui la suivent[41].

### Revues professionnelles
- Cahiers de Gestalt-thérapie (Revue du Collège Européen de Gestalt-thérapie en langue française) édités par L’Exprimerie, 305, rue du chemin court 33240 – St. Romain-La-Virvée
- Revue Gestalt (Revue de la Société Française de Gestalt) Secrétariat général : 123, rue Violette Leduc 26500 Bourg-les-Valence
- A Dire (Revue de la Fédération des Professionnels de la Gestalt-therapie) Secrétariat général : 1575 Route de Fontagneux, 38450 Vif
- Revues professionnelles françaises accessibles sur le site cairn